# Lijst van rivieren in Uruguay

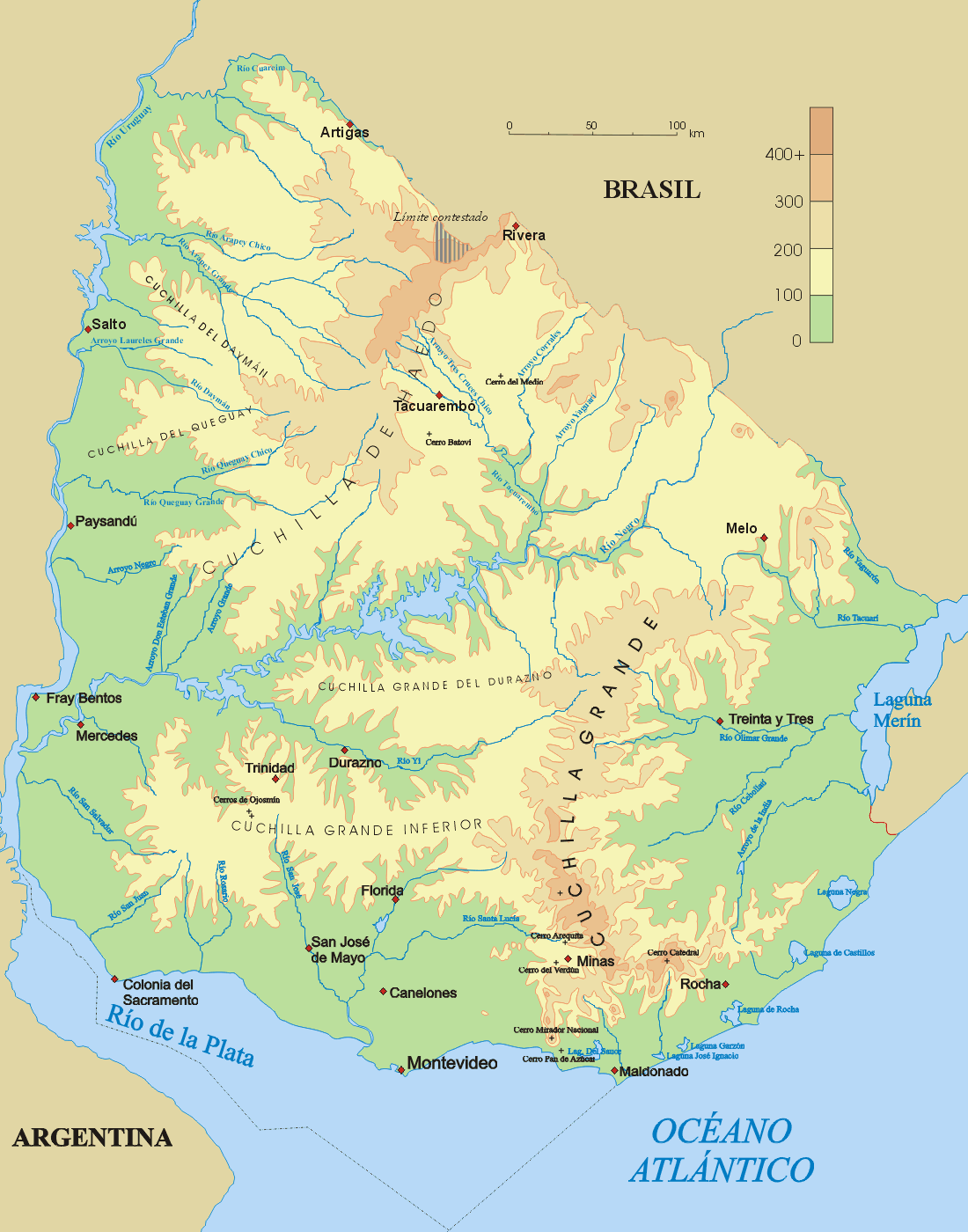
Belangrijkste rivieren in Uruguay

De lijst van rivieren in Uruguay bevat een overzicht van alle rivieren en zijrivieren in Uruguay.
- Río de la Plata
  - Uruguay
    - San Salvador
    - Río Negro
      - Arroyo Grande
      - Arroyo Malo
        - Arroyo Quillay

      - Yí
        - Porongos 
        - Chamangá 

      - Tacuarembó
        - Caraguatá 

    - Queguay Grande 
      - Queguay Chico 

    - Daymán 
    - Arapey Grande 
      - Arapey Chico 

    - Cuareim

  - San Juan 
  - Rosario 
  - Santa Lucía
    - San José (rivier in Uruguay)
    - Santa Lucía Chico
- Merínlagune
  - San Luis
  - Arroyo de la India Muerta
  - Cebollatí 
    - Olimar Grande 
      - Olimar Chico 

  - Tacuarí (rivier)
  - Yaguarón